# (36443) 2000 PA29
2000 PA29 (asteroide 36443) é um asteroide da cintura principal. Possui uma excentricidade de 0.16504470 e uma inclinação de 0.91965º.
Este asteroide foi descoberto no dia 1 de agosto de 2000 por LINEAR em Socorro.